# Cedar Fort (Utah)
Cedar Fort é uma cidade  localizada no estado norte-americano de Utah, no Condado de Utah.

## Demografia
Segundo o censo norte-americano de 2000, a sua população era de 341 habitantes.
Em 2006, foi estimada uma população de 396, um aumento de 55 (16.1%).

## Geografia
De acordo com o United States Census Bureau tem uma área de
4,1 km², dos quais 4,1 km² cobertos por terra e 0,0 km² cobertos por água. Cedar Fort localiza-se a aproximadamente 1488 m acima do nível do mar.

## Localidades na vizinhança
O diagrama seguinte representa as localidades num raio de 24 km ao redor de Cedar Fort.